# Punctelia perreticulata
Punctelia perreticulata är en lavart som först beskrevs av Räsänen, och fick sitt nu gällande namn av Wilhelm & Ladd. Punctelia perreticulata ingår i släktet Punctelia och familjen Parmeliaceae.   Inga underarter finns listade i Catalogue of Life.